# Projet Levavasseur
Pour les articles homonymes, voir Levavasseur.
Le projet Levavasseur est un des premiers projets connus de char de combat.

## Histoire
Il est conçu en 1903 par le capitaine français Léon René Levavasseur (1860-1942) du 6e bataillon d'artillerie. Levavasseur était également diplômé de l'École Polytechnique à la promotion de 1881.
Le projet Levavasseur décrit un « projet de canon autopropulseur » et est considéré comme la première description faite par un soldat, de ce qui allait devenir le char de combat.

## Caractéristiques
Le projet propose :
- d'établir une pièce de campagne automobile susceptible de parcourir tous les terrains accessibles aux voitures attelées et qui assure au personnel et aux organes de mouvement une protection complète contre le tir fusant et la balle d'Infanterie ;
- la mobilité nécessaire à ce projet est obtenue, dans le projet dont il s'agit, par l'emploi d'un dispositif équivalent à des roues de très grand diamètre.

Ce dispositif, appelé « roues articulées », consiste en une sorte de jante composée de voussoirs réunis entre eux par des boulons autour desquels ils peuvent tourner et munis d'une liaison élastique tendant à appliquer l'une contre l'autre les faces voisines de deux voussoirs. Les faces des voussoirs qui reposent sur le sol forment la semelle de la roue, et les faces opposées un chemin de roulement. Ces deux faces sont cylindriques et concentriques. Celles qui forment la semelle ont un rayon de quatre mètres. Elles constituent deux surfaces continues quand les voussoirs sont jointifs. Une caisse repose par l'intermédiaire de galets sur les chemins de roulement de deux roues articulées identiques. Les galets sont disposés pour laisser aux roues leur forme naturelle. En dehors de ces galets de roulement, la caisse porte de chaque côté deux galets d'entrainement dont les dents engrènent avec les boulons des voussoirs. Ils sont activés par un moteur à pétrole de 80cv. La caisse en tôle d'acier à l'épreuve des balles, porte une pièce de 75 sur affût spécial. Elle transporte un chef de pièce, trois servants et des munitions.
Les « roues articulées » sont les ancêtres des chenilles. Il devait être blindé, armé d'un canon de 75 et propulsé par un moteur de 80 chevaux.